# Vila Nova da Telha
Vila Nova da Telha ist eine Gemeinde im Norden Portugals.
Vila Nova da Telha gehört zum Kreis Maia im Distrikt Porto, besitzt eine Fläche von 5,9 km² und hat 6004 Einwohner (Stand 19. April 2021).
In der Gemeinde ist mit der Quinta dos Marcos ein Zentrum für Seltene Krankheiten geplant. Die Gemeindeverwaltung hat bereits das Grundstück bereitgestellt (Stand: November 2014). Damit soll im Norden des Landes das Werk des europäischen Pionierprojektes Casa dos Marcos fortgeführt werden, das im südportugiesischen Moita zuhause ist.